# 나가노 전철 1000계 전동차

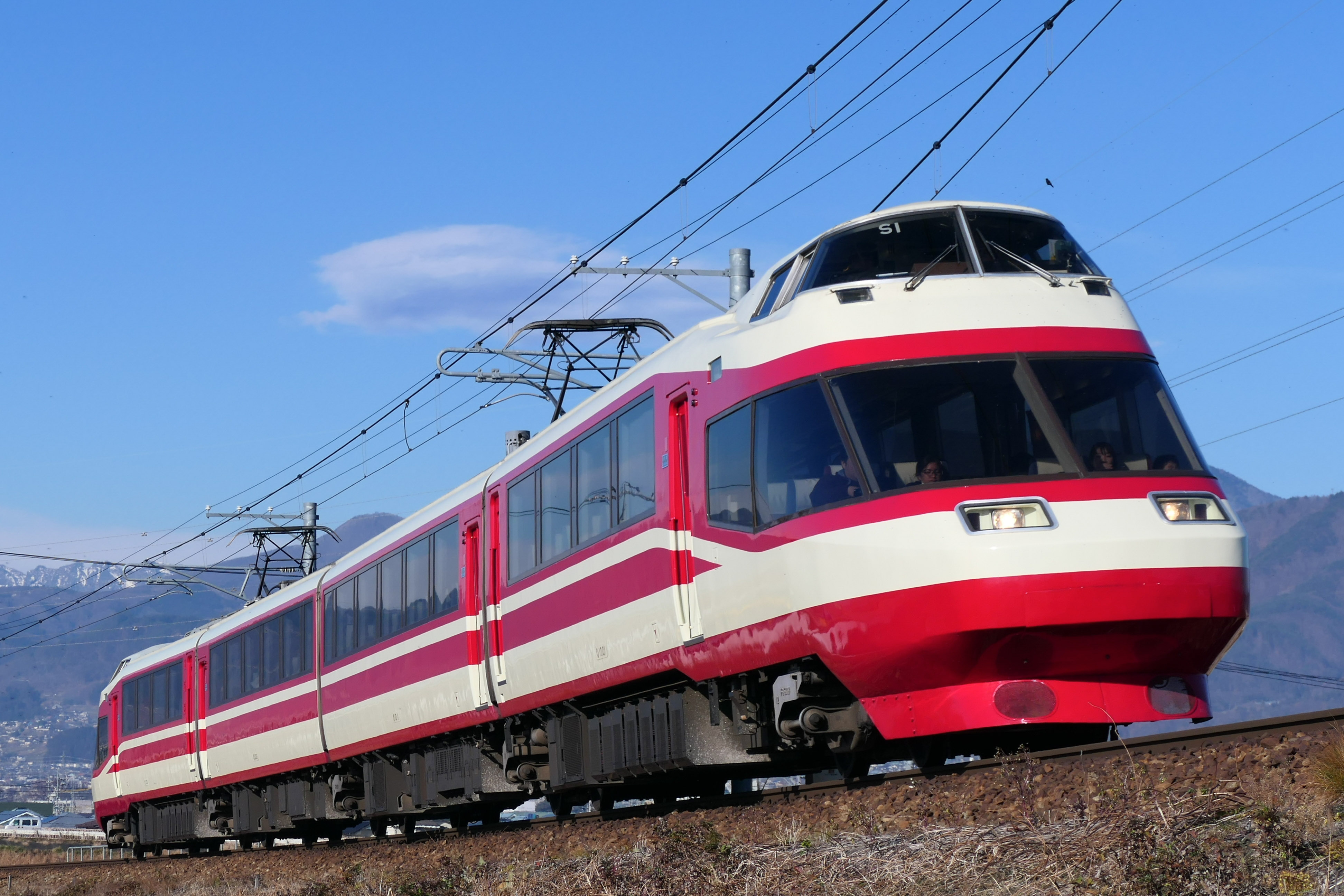
나가노 전철 1000계 전동차

나가노 전철 1000계 전동차(일본어: 長野電鉄1000系電車 ながのでんてつ1000けいでんしゃ[*])은 나가노 전철의 특급형 전동차이다.